# Wettinia maynensis
Wettinia maynensis är en enhjärtbladig växtart som beskrevs av Richard Spruce. Wettinia maynensis ingår i släktet Wettinia och familjen Arecaceae. Inga underarter finns listade i Catalogue of Life.